# Sint-Rochuskapel (Hoegaarden)

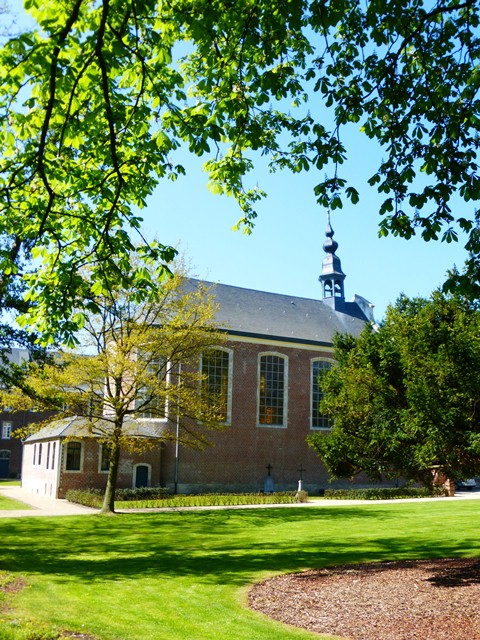
Sint-Rochuskapel

De Sint-Rochuskapel (ook: Kapel van Maagdendal) is een kapel in de Vlaams-Brabantse plaats Hoegaarden, gelegen aan Klein Overlaar 3.
Deze kapel werd gebouwd in 1767 en ligt achter een later gebouwd klooster, namelijk Mariadal.
De kapel is een classicistisch bouwwerk met ronde apsis en steekboogvensters, gebouwd in baksteen en zandsteen. Op het zadeldak bevindt zich een torentje met elegante spits.
In de kapel bevindt zich een altaar in rococostijl.